# اگر....
اگر.... (انگلیسی: If....) یک فیلم درام و کمدی بریتانیایی به کارگردانی لیندسی اندرسن که در سال ۱۹۶۸ منتشر شد. از بازیگران می‌توان به مالکوم مک‌داول، کریس چیتل و مونا واشبورن اشاره کرد.
این فیلم که طنزی از زندگی مدارس دولتی انگلیسی است، گروهی از دانش‌آموزان را دنبال می‌کند که در یک مدرسه شبانه‌روزی پسرانه شورش وحشیانه‌ای را برپا می‌کنند. این فیلم در زمان اکران خود با دریافت گواهی X برای نمایش خشونت، موضوع بحث و جدل بود.